# Markus Meckel
Markus Meckel (født 18. august 1952 i Müncheberg ved Frankfurt an der Oder i Brandenburg) er en tysk socialdemokratisk politiker, protestantisk præst og tidligere DDR-oppositionel.
Meckel deltog i oppositionen mod kommunistregimet i DDR fra 1970'erne, og tog i oktober 1989 initiativ til grundlæggelsen af Sozialdemokratische Partei in der DDR, og var partiets talsmand, næstleder og fungerende leder. Partiet indgik i SPD 26. september 1990.
Ved det frie valg 18. marts 1990 blev han indvalgt i Folkekammeret i DDR. Han var DDRs udenrigsminister i regeringen de Maizière fra 12. april til 20. august 1990, og spillede dermed en central rolle i forberedelsen af Tysklands genforening. Meckel var medlem af Forbundsdagen fra 3. oktober 1990 til valget 2009.
Fra 1992 til 1994 var han SPDs sagsordfører i kommissionen Aufarbeitung von Geschichte und Folgen der SED-Diktatur in Deutschland og fra 1994 til 1998 SPDs sagsordfører i kommissionen Überwindung der Folgen der SED-Diktatur im Prozess der deutschen Einheit.
I Forbundsdagen er Meckel ellers specielt optaget af Europapolitik og forholdet til Polen. Han var været formand for den tysk-polske parlamentarikergruppe siden 1994. Siden 1991 har han også været medlem af NATOs parlamentariske forsamling, og har ledet den tyske delegation siden 1998. Han var vicepræsident for NATOs parlamentariske forsamling fra november 2000 til november 2002.
Meckel er rådsformand i Stiftung zur Aufarbeitung der SED-Diktatur og rådgiver for den føderale kommissær for Stasi-arkiverne (Bundesbeauftragte für die Stasi-Unterlagen).

## Udmærkelser
- 1995 Bundesverdienstkreuz 1. klasse
- 1998 Kavalerskorset af Republikken Polens fortjenstorden
- 2002 Den litauiske storfyrste Gediminas-orden
- 2003 Viadrina-prisen
- 2004 Det estiske Terra Mariana-korsets orden 2. klasse
- 2005 Kommandør af Trestjerneordenen (Republikken Letland)[1]

## Eksterne links
- Wikimedia Commons har flere filer relateret til Markus Meckel
- Markus Meckel
- Biografi, Forbundsdagen Arkiveret 23. september 2009 hos  Wayback Machine